# ジャン・リュエル

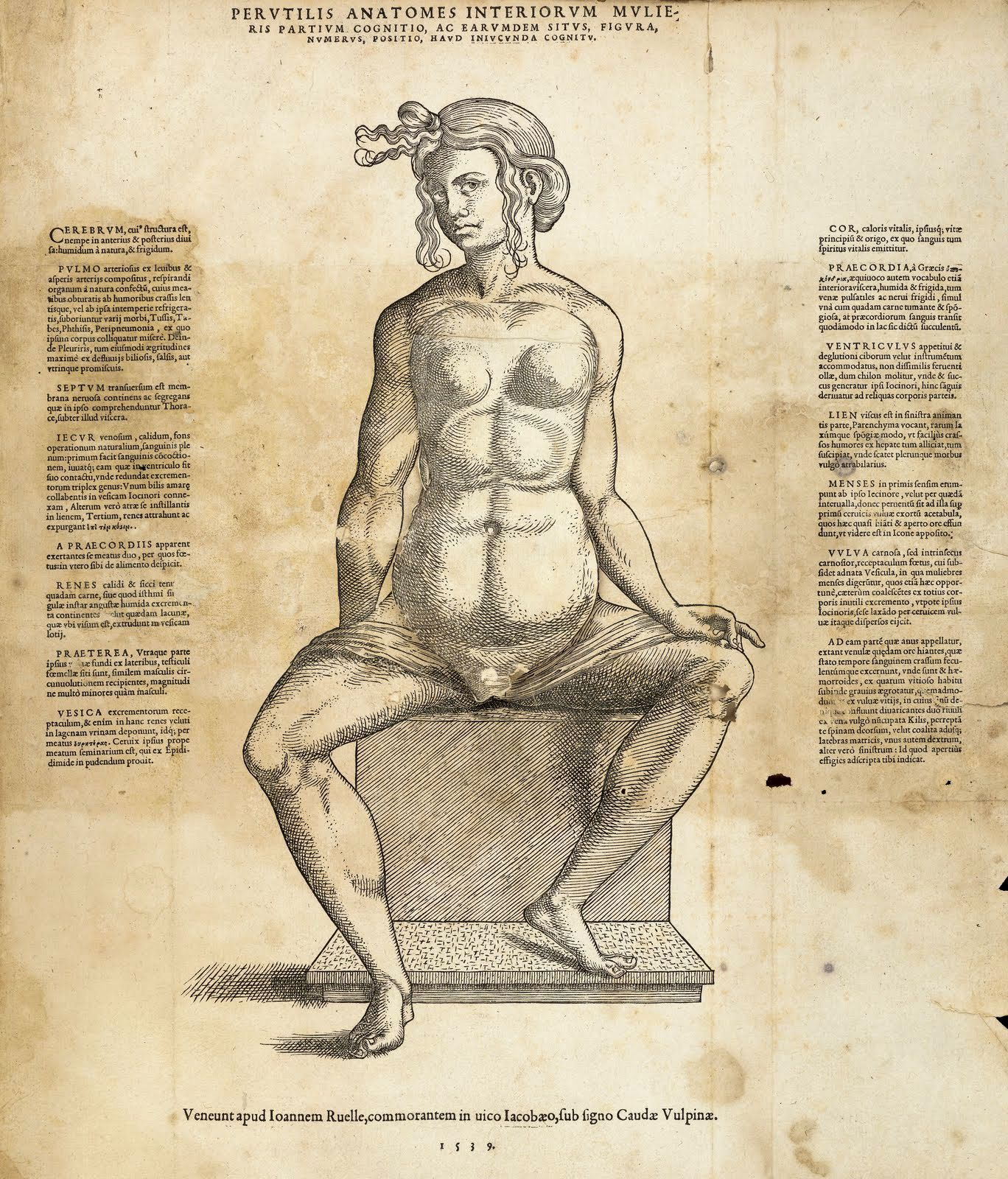
リュエルの著書の図

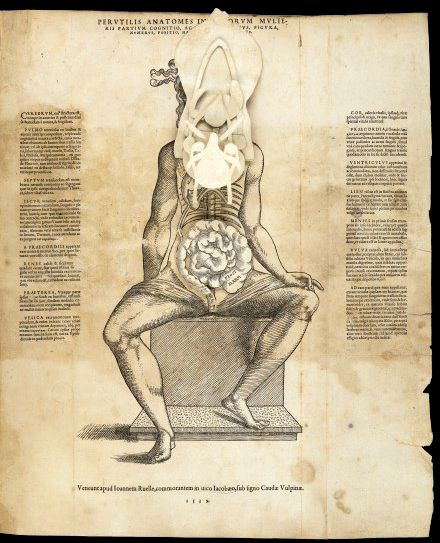
上の図の一部をめくると内臓が現れる

ジャン・リュエル（Jean Ruel、または Jean Ruelle 、ラテン名 Ioannes Ruellius、1474年 – 1537年9月24日）はフランスの医師、植物学者である。『植物の本性について』（De natura stirpium）の著者である。医学、獣医学の著書、翻訳もある。

## 生涯
フランスのソワソンで生まれた。ギリシャ語、ラテン語を独学で学んだ。医学を学び1502年か1508年に医師の資格を得た。フランス王、フランソワ1世の侍医の一人となり、植物学（本草学）の研究も行った。またパリ大学の教授となった。ギリシャのペダニウス・ディオスコリデスの薬学書、『薬物誌』の研究に努め、1516年にラテン語訳を出版した。リュエルの著書、『植物の本性について』は、図は入っていないが、当時までに、伝えられてきた本草書の著作の集約を行おうとしたもので、薬草の詳細が記述され、産地やにおいや味が記述され、多くの植物に対応するフランス語の呼称がつけられた。先人の著作の翻訳や編集によるものであったが、ヨーロッパにおける一般読者のために書かれた植物学の最初の著作のひとつである。
フランソワ1世の委託により、ギリシャ語で著された、獣医学をラテン語に訳した著書、"Hippiatrika" または "Veterinariae medicinae" は1530年に発表された。リュエルは著書で、しかけめくりで人間の内臓が現れるが人間の解剖図をつくった。リュエルの翻訳した著書に6世紀のビザンチン帝国の医学者。 ヨアネス・アクチュアリウスの"De Methodo Medendi"を訳した、"De Medicamentorum Compositione"（1539年）もある。
妻の死んだ後の1958年12月に、パリのノートルダム寺院の評議員（canon）に任命され、研究に専念した。パリで没し、ノートルダム寺院に葬られた。
フランスの植物学者、シャルル・プリュミエによってキツネノマゴ科のルイラソウ属（Ruellia）に献名されている。